# Kéréla
Kéréla est une localité et une commune rurale du Mali de l'arrondissement central de Fana, dans le cercle de Fana et la région de Dioïla.

## Villages
La commune s'étend sur 12 villages relevés lors du recensement général de 2009. 
- Kéréla (2 800 habitants) ;
- Diéro (1 896 habitants) ;
- Kossa (1 542 habitants).